# 空軍救護隊

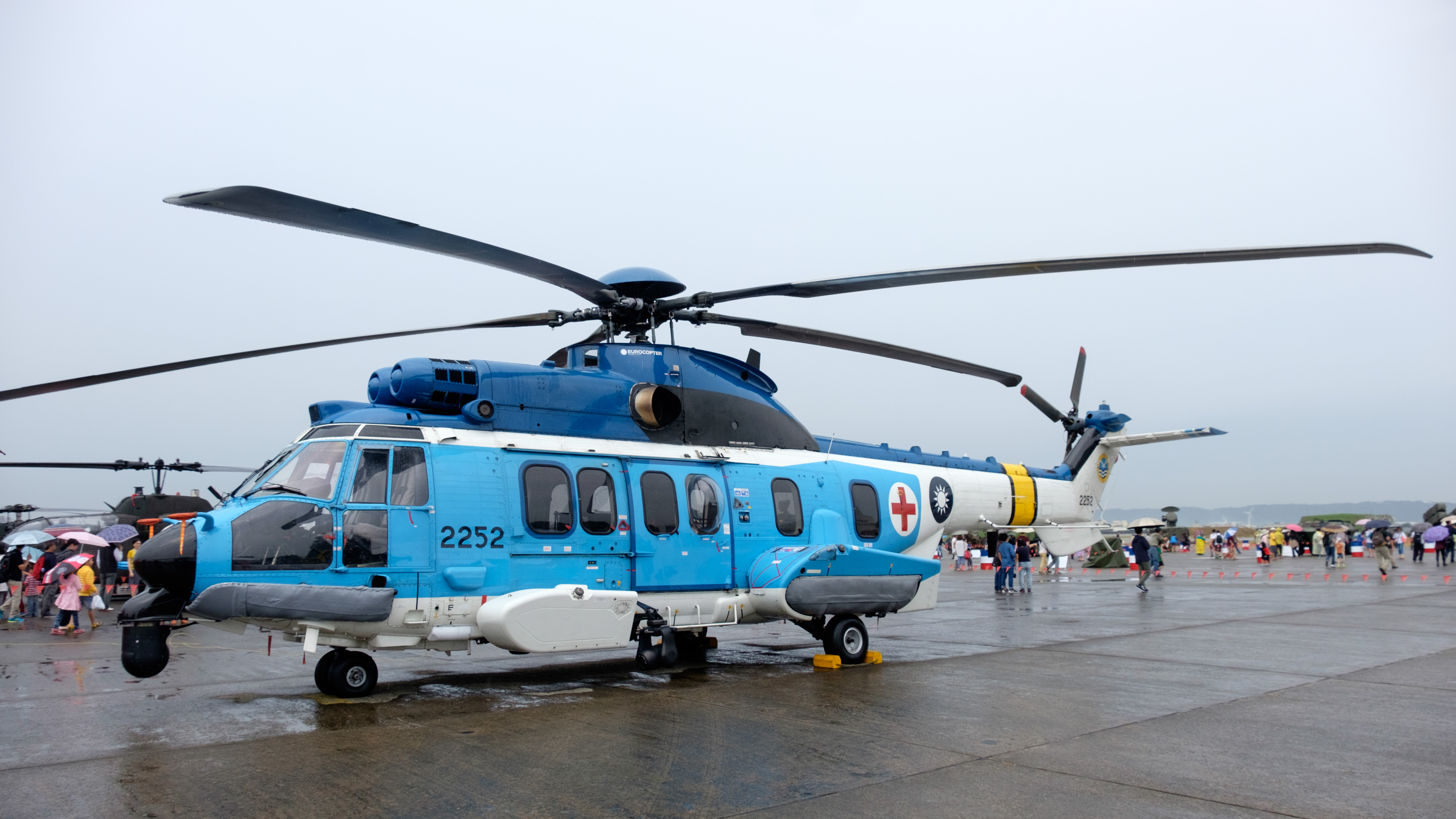
空軍救護隊EC 225直昇機

空軍救護隊（Air Rescue Group），是中華民國空軍的救護部隊，通稱海鷗部隊。編制原屬國防部參謀本部，也曾直屬空軍總司令部，但因作戰指揮、後勤補給問題而最終編配在空軍第四戰術戰鬥機聯隊（原空軍第四五五戰術戰鬥機聯隊），駐地在空軍嘉義基地。
1942年，盟軍開始執行對歐陸的空中戰略作戰，從英國出擊歐陸的飛機遭遇納粹德國空軍和其地面火砲的危害極大，空勤組員犧牲很多，而他們獲得的作戰經驗與每次任務情資非常寶貴，所以英軍及時成立了專門組織，搶救迫降或跳傘的人員。空軍救護隊就是執行上述任務的單位，任務原本只針對飛行員的搜救；蔣經國擔任中國青年反共救國團主任委員時，請求協助救援登山遇難的學生後，任務範圍才慢慢擴展至民間搜救。

## 歷史沿革
空軍救護隊成立於1950年6月1日，原隸屬空軍第十大隊下轄「嘉義基地直升機分隊」。1954年7月1日擴編為「空軍救護中隊」，改隸空軍第四戰術戰鬥機聯隊。1955年一度改隸空軍總部，1956年10月1日正式改隸空軍第四戰術戰鬥機聯隊。1983年8月1日奉令更名為「空軍救護隊」，仍隸屬空軍第455(四)戰術戰鬥機聯隊。
歷年來使用機型有C-47運輸機、PBY-5A、HU-16等水陸兩用機及H-5、H-13、H-19、HH-1H等直昇機。首任隊長為趙崧嚴，第一位殉職飛官是楊少華（約在1961年10月奉令送時任中華民國總統蔣中正公文任務中誤觸高壓電線失事) 。救護中隊隊部的大樓，依空軍部隊學校所屬大樓都以烈士命名的傳統，取名「少華大樓」以紀念楊少華。

## 軍備
- 塞考斯基S-70C-6藍鷹直升機：3架（1998年起服役，原有4架，於2012年失事墜毀一架。緣於1996年8月賀伯風災過後，因任務需要，亟需能24小時全天候搜救的直升機，以及增強夜間與海面的搜救能力，因而採購四架，於1998年正式成軍，現役）
預計退役一架做為備料機
- 歐直/空巴EC-225超級美洲獅：3架（2012年7月1日起服役，現役）

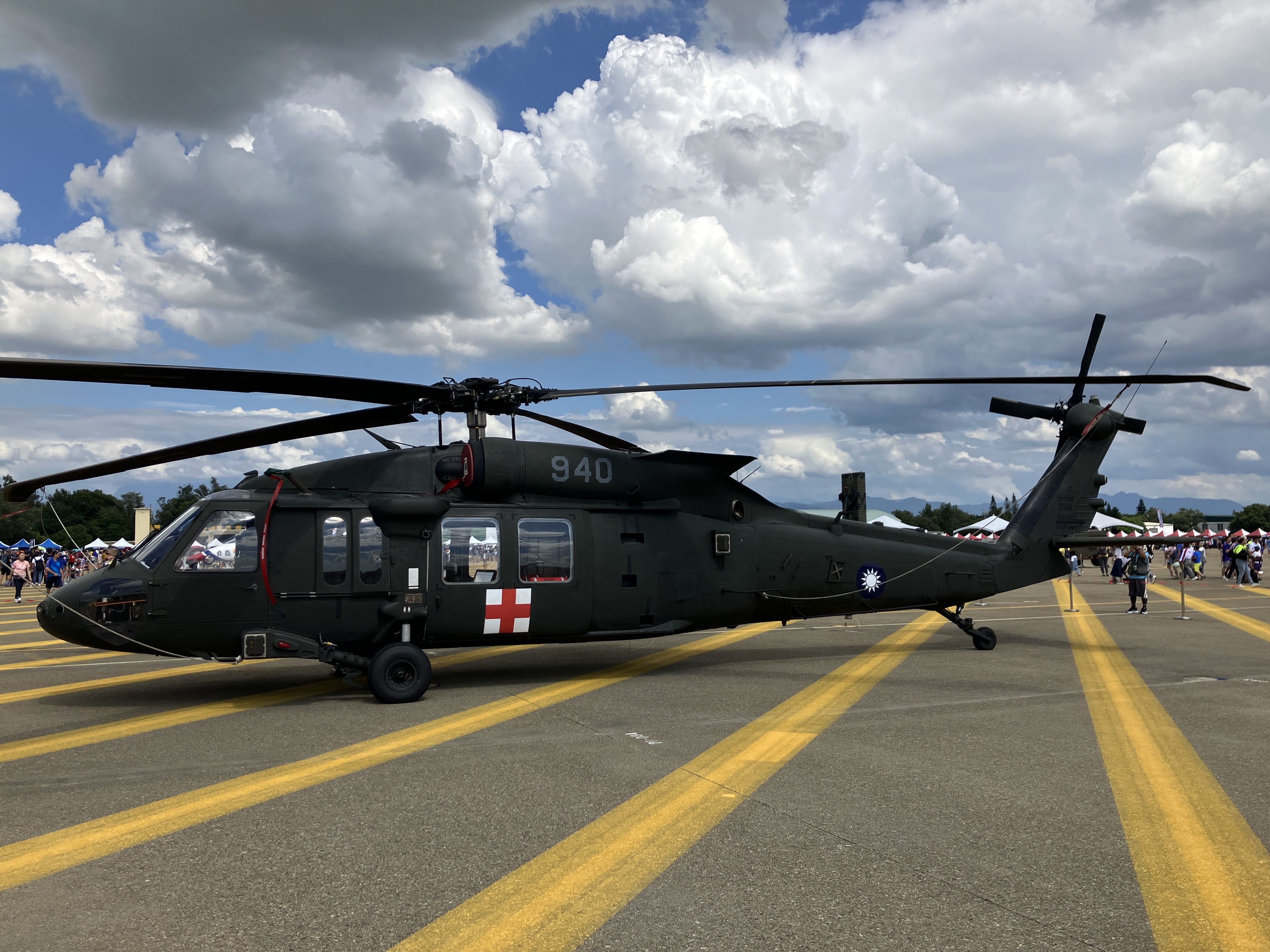
空軍救護隊的黑鷹直升機

- 塞考斯基UH-60M黑鷹直升機：14架（陸軍 2010年採購、2015年交機。原隸屬陸軍，於2017年12月撥交空軍15架，其中一架於2020年1月2日失事墜毀於新北市烏來山區。現存14架，現役）

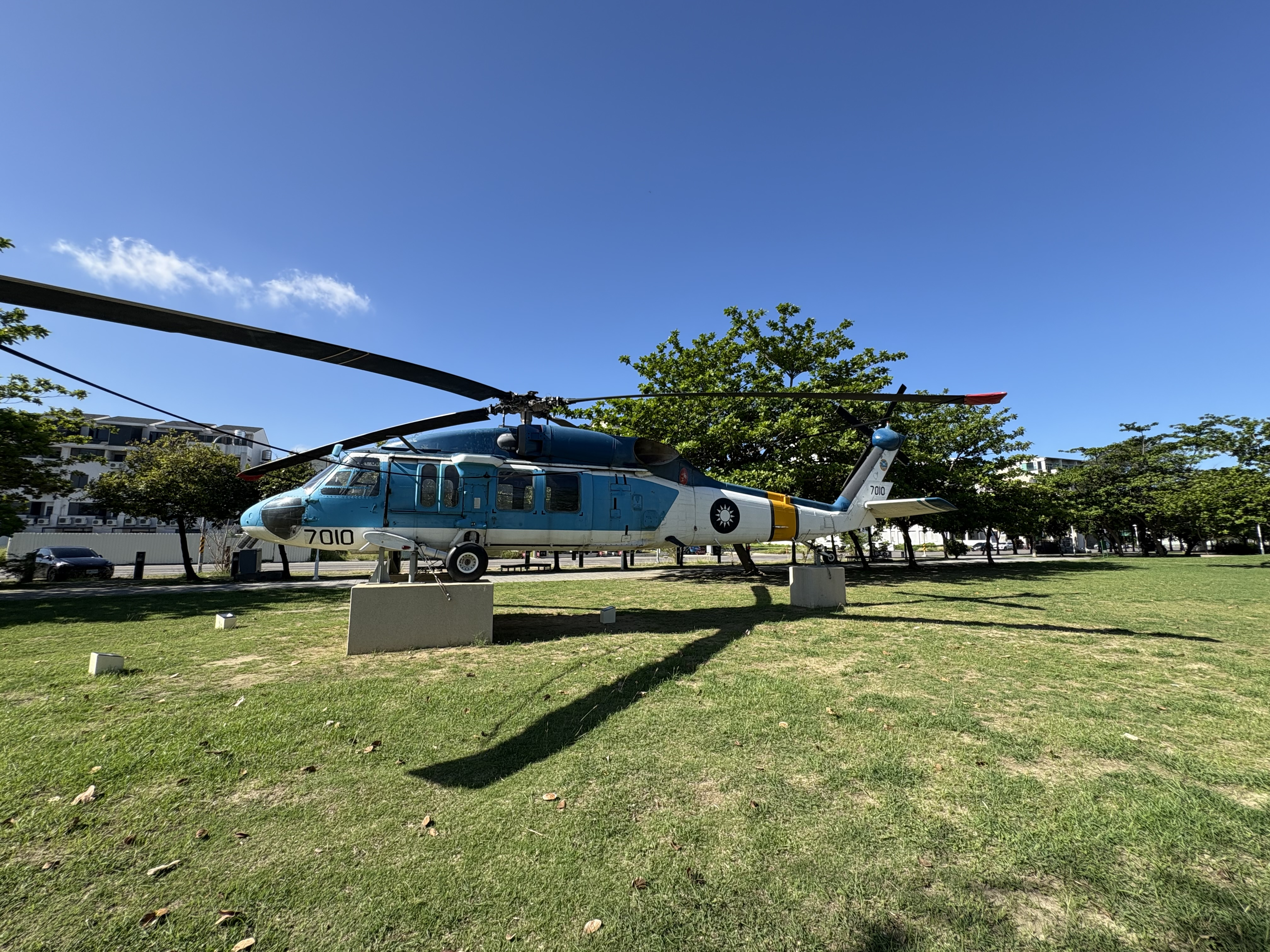
中華民國空軍S-70C-1海鷗直升機

- 塞考斯基S-70C-1海鷗直升機：13架（1986年～2020年服役，原有14架，於1995年失事墜毀一架，2020年2月14日舉行除役典禮。[1][2] 現存三架S-70C-1分別在台南安平港濱歷史公園（編號7010）、高雄岡山航空教育展示館（編號7009）、彰化福興番婆社區（編號7007）展示）
- 貝爾公司HH-1H直升機：9架，由貝爾直升機公司原廠生產，1970年～1987年在空軍救護隊服役，為UH-1H的醫療用直升機型號。1986年～2001年移交陸軍航特部使用、2001年～2004年移交空中消防隊使用、2004年～2015年移交空勤總隊使用，曾支援菲律賓水災救援等任務。2015年12月24日返回空軍嘉義基地光榮除役，結束長達45年的服役生涯。現存一架HH-1H（編號9506）在嘉義基地除役機展示場陳列。

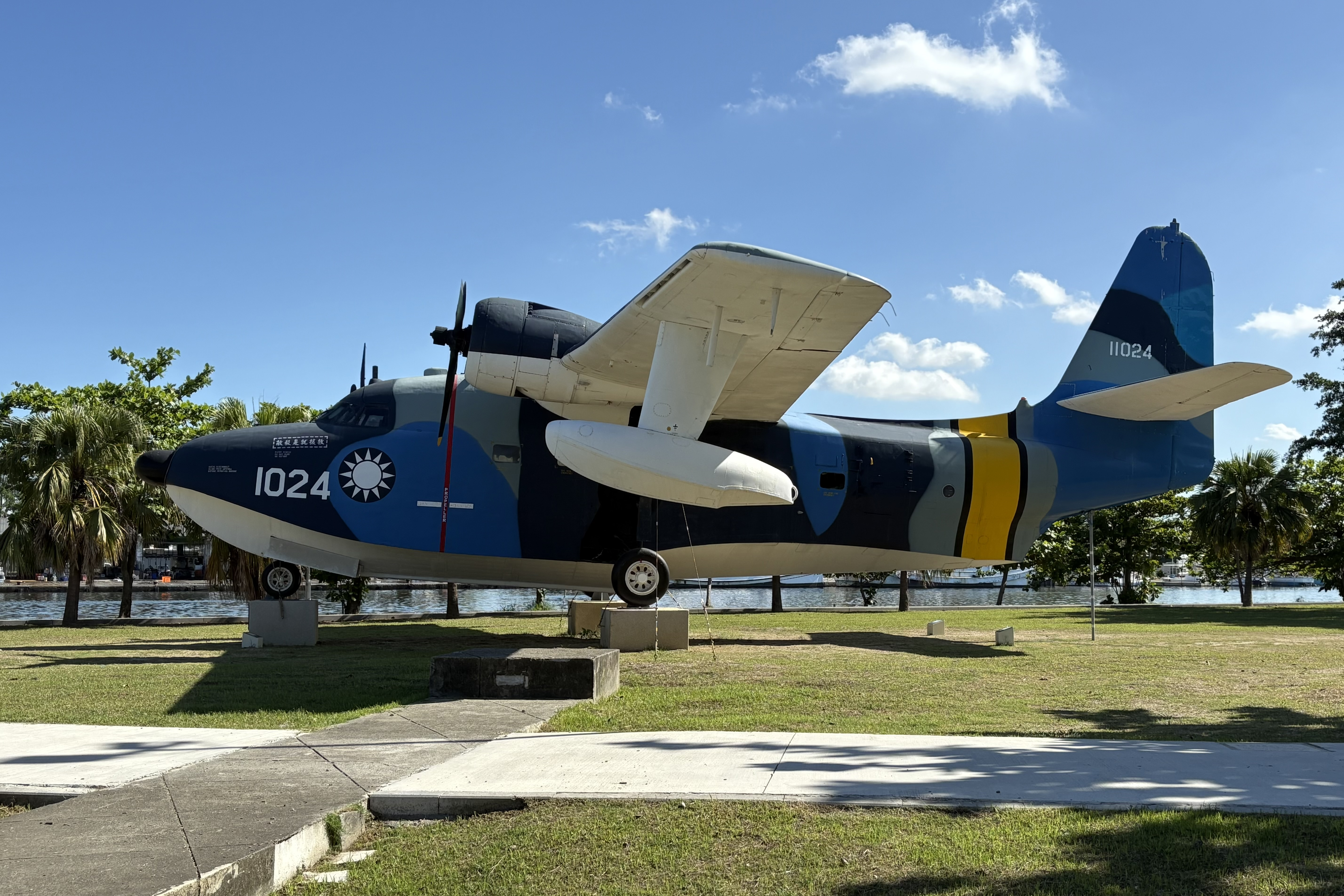
HU-16水陸兩用機

- 格魯曼HU-16A/B信天翁式水陸兩用機：16架（1956年～1987年服役，隊部雖然在嘉義，但全國各空軍基地均有派駐至少一架。1965年1月9日HU-16（編號1021）在馬祖外海遭到共軍殲-5戰機擊落，飛官陳秉銳等六人殉職；1987年8月1日舉行除役典禮。現存三架HU-16分別在台南安平港濱歷史公園（編號1024）、高雄岡山航空教育展示館（編號1023）、嘉義基地前（編號1012）公開陳列展示）
- 塞考斯基H-19直升機：1955年～1971年服役
- 團結飛機PBY-5A水陸兩用機：1954年～1957年服役
- 貝爾公司H-13直升機：1950年～1955年服役
- 塞考斯基H-5直升機：1950年～1954年服役
- 道格拉斯C-47運輸機：1950年～1954年服役

## 隊徽
空軍救護隊隊徽以海鷗與救生圈為主體。傳說中，海上遇難者看到海鷗，心中即燃起一線生機，這意味著陸地已經不遠而生命有救了。黃色救生圈，代表部隊任務係以救人於苦難危溺之際；內圈天空，象徵海鷗翱翔於天際，適時提供從天而降之喜訊；波瀾洶湧之海浪，意味著無畏地障艱險與惡劣環境，喜從天降絕處逢生，代表著空軍救護隊靈魂深處之精神。原本紅色飄帶上鑲有「AIR RESCUE SQ.」英文字體，後改為「空軍救護隊」迄今。外界也因此稱呼空軍救護隊為海鷗部隊。

## 任務
空軍救護隊成立迄今，負責執行失事機及遇難船艦搜救、傷患運送、災民搶救、沿海巡邏、高山離島運補、各級長官專機等各項任務。
1966年中共有一艘編號F-131小型登陸艇在從福建馬尾載運物資前往霞浦途中轉向馬祖投誠.原本隔天安排C-47前往馬祖要接回吳文獻、吳珍加及吳春富三位反共義士.卻在馬祖機場吃草.復又從當時救護中隊調派HU-16編號1021去接.起飛不久二架護航的F-100遭到中共誘機拐離而遭到二架殲五擊落.機上三位反共義士、記者、情報官以及機組人員共17名罹難。
1972年菲律賓發生嚴重水災，救護隊出動五架裝上長程油箱的HH-1H跨海飛行5個多小時抵達菲律賓進行救援任務，成為國際佳話。

## 八掌溪事件
2000年7月22日17時10分左右，嘉義縣番路鄉八掌溪吳鳳橋段第五河川局派人在河床施工進行河床固體工程，八名工人因溪水突然暴漲受困水中，其中四人因收拾東西走避不及，緊緊抱在一起站在溪中等待救援。直到19時8分，由於各救難機關溝通不良、相互推諉再加以器材不足，雖有熱心鄉民張永成下水試圖援救，該四名工人仍在媒體的全國即時轉播及家屬的眼前被溪水沖走。
當時民間搜救任務主要由內政部警政署空中警察隊負責，因為飛機性能限制，海拔2500公尺以上由空軍救護隊負責。事發時空警隊認為救護隊在地理位置可以就近救援，但以任務區分而言是空警隊該去，在確認空警隊應該負責時，此次任務後已鑄成憾事，因此促成內政部空中勤務總隊誕生。

## 以空軍救護隊為主題的作品
- 明毓屏《海鷗7026》（蓋亞文化＼2014年） ISBN 978-986-319-100-1

## 外部聯結
- 空軍救護隊 （页面存档备份，存于） 中華民國空軍司令部官方網站